# Leopold Kielholz
Leopold «Poldi» Kielholz (* 9. Juni 1911 in Basel; † 4. Juni 1980) war ein Schweizer Fussballspieler und erzielte das erste Tor der Schweiz in der Geschichte der Fussball-Weltmeisterschaften. Markenzeichen des Stürmers war seine Brille aus Sicherheitsglas, die er auch auf dem Platz trug.

## Vereinskarriere
Leopold Kielholz begann seine Karriere 1927 beim BSC Old Boys Basel, nach einer Saison wechselte er zum unterklassigen FC Black Stars Basel und nach zwei weiteren Jahren zum FC Basel. Im Jahr 1932 verliess er Basel und schloss sich dem Servette FC Genève an. Mit den Westschweizern gelang unter Spielertrainer Karl Rappan 1933 auf Anhieb der Meistertitel, dem in der Folgesaison in der erstmals ausgetragenen Nationalliga gleich ein weiterer folgte. Kielholz war in dieser Saison mit 40 Treffern erfolgreichster Torschütze der Liga und stellte damit einen Rekord auf, der bis heute Bestand hat.
Nach einem dritten Meistertitel in Folge wechselte Kielholz zum FC Bern, wo er eine Saison als Spielertrainer tätig war, ehe er den Verein Richtung Frankreich verliess. Dort war er in der zweiten Liga für Stade Reims tätig. Der Klub aus der Champagne war in dieser Saison jedoch nicht erfolgreich und belegte nur den vorletzten Platz, lediglich eine Reorganisation der Liga sicherte den Klassenerhalt. Der Schweizer kehrte in seine Heimat zurück und nach einem Jahr beim FC St. Gallen, wo der Aufstieg in die Nationalliga im Aufstiegs-Playoff verfehlt wurde, wechselte er 1937 zu Young Fellows Zürich, wo er auch seine Karriere 1947 beendete.

## Nationalmannschaft
Sein Debüt in der Schweizer Fussballnationalmannschaft gab Kielholz im November 1933. Bei der Weltmeisterschaft 1934 erzielte er im Erstrundenspiel gegen die Niederlande nach sieben Minuten den Führungstreffer, was somit das erste Tor in der WM-Geschichte der Schweiz darstellte. Zum 3:2-Sieg steuerte er noch einen weiteren Treffer bei. Im Viertelfinal kam trotz eines weiteren Tors von Kielholz das Aus gegen die Tschechoslowakei.
Während des von 1933 bis 1935 ausgetragenen dritten Europapokals der Nationalmannschaften gehörte der Stürmer zur Stammbesetzung der Schweizer Mannschaft und konnte in fünf Spielen sieben Treffer erzielen, davon drei bei einem 6:2-Sieg gegen Ungarn. Dies bedeutete den Titel des besten Torschützen des Bewerbs, gemeinsam mit György Sárosi.
1938 gehörte er dem Schweizer Aufgebot für die Weltmeisterschaft 1938 an, kam jedoch zu keinem Einsatz. Sein letztes Spiel im Nationalteam bestritt er im Mai 1938 gegen Belgien. Insgesamt trug er 17-mal das Nationaltrikot und machte dabei zwölf Tore.

## Sonstiges
Bei der Schweizer Nationalmannschaft war er in den 1950er Jahren und 1960 – Februar 1951 bis 20. September 1953, Mai 1955 bis September 1956 und Januar 1960 – Mitglied einer Technischen Kommission die an Stelle eines Nationaltrainers agierte.
Beruflich war er zuletzt Personalleiter bei einer Lebensmitteleinzelhandelskette.

## Erfolge
- 3× Schweizer Meister: 1933, 1934, 1935
- 1× Schweizer Cupfinalist: 1934
- 1× Schweizer Torschützenkönig: 1934 (40 Tore, Rekord!)
- 1× Torschützenkönig des Europapokals der Nationalmannschaften: 1933–1935 (7 Tore)
- 17 Spiele und 12 Tore für die Schweizer Nationalmannschaft